# Perceptual User Interface
perceptual user interface（パーセプチュアル ユーザ インタフェース、PUI）は
、次世代のユーザインタフェースの一つ。
コンピュータディスプレイやポインティングデバイスを使うグラフィカルユーザインタフェースよりも自然なユーザインタフェースとして期待されている。
使用者からの入力には、身振り手振りや音声といった、人間同士のコミュニケーションに用いられる意思伝達手段を用いる。
一方使用者への出力は、映像や音声といった、人間の各種感覚への情報によって行われる。